# Perzsiai muszlim uralkodók listája
Perzsia 651-ben lett az Arab Birodalom része, s bár az iszlám elterjedt a területén, és az arab nyelv is erősen hatott a lakosságára, mindig megőrizte kulturális különállását. A 9. század elejétől a területei önállósodtak, s több helyi dinasztia (Táhiridák, Számánidák, Szaffáridák stb.) uralkodott itt, amelyek általában elismerték a bagdadi kalifa névleges fennhatóságát. A térség nagy része rövid időre a szeldzsukok alatt egyesült, akik legyőzték a keleti Gaznavidákat, megdöntötték a nyugati Buvajhidák államait (1055-ben elfoglalták Bagdadot is) és hatalmukat fokozatosan kiterjesztették Mezopotámiára, Szíriára, Palesztinára, majd a Bizánccal vívott háborúk eredményeként egész Kis-Ázsiára. A Nagy-szeldzsuk Birodalom sem sokáig maradt egységes, a 11. század végétől helyi kisdinasztiák vették át a hatalmat, s a 12. századra a birodalom részeire bomlott. Ilyen helyzetben hódították meg a Hülegü kán vezette mongolok az iráni és mezopotámiai térséget, amelyet az Ilhánida Birodalomban egyesítettek (1256–1336). Az Ilhánidák bukása után különböző helyi fejedelemségek alakultak ki, illetve nomád török törzsszövetségek (így a Kara Koyunlu és az Ak-Kojunlu) vették át az ellenőrzést Nyugat-Irán felett.
A modern perzsa állami élet folyamatosságát 1501-től, a síát államvallássá tevő, térséget egyesítő Szafavidák trónra lépésétől számolják. A Szafavida-dinasztia a 18. században megbukott, és helyét a versengő Zandok, Afsáridák és Kádzsárok vették át, végül 1794-ben ez utóbbiak végleg egyesítették Iránt. A 19. században az angol és orosz hatalmi vetélkedés színtere lett az egyébként elmaradott ország. A két nagyhatalom 1907-ben két külön befolyási övezetre osztotta Perzsiát, amely így félgyarmattá vált. Az I. világháború után röviddel Reza Pahlavi vette át a hatalmat az utolsó Kádzsárt megbuktatva. Németbarátsága miatt 1941-ben angol és szovjet csapatok szállták meg az ország egyes részeit, és fiát, Mohammad Rezát tették trónra. Az Amerika- és Izrael-barát sah elnyomó, ország gazdaságának és társadalmának súlyos károkat okozó rendszerét 1979-ben az iráni forradalom során elűzték az utolsó perzsa sahot, és 1979. április 1-jén kikiáltották az iszlám köztársaságot.

## Táhiridák(821–873)
| Uralkodó                                            | Uralkodott                  | Megjegyzés |
| --------------------------------------------------- | --------------------------- | ---------- |
| I. Táhir                                            | kormányzó: 821 – †822       |            |
| Talhá                                               | kormányzó: 822 – †828       |            |
| Abdalláh (*798)                                     | kormányzó: 828 – †844       |            |
| II. Táhir                                           | kormányzó: 845 – †862       |            |
| Mohammed                                            | kormányzó: 862–873, †890 k. |            |
| 873-ban a terület a Szaffárida Birodalom része lett |                             |            |

## Szaffáridák(867–1002)
| Uralkodó                                            | Uralkodott                       | Megjegyzés |
| --------------------------------------------------- | -------------------------------- | ---------- |
| Jakúb (*840)                                        | emír: 867 – †879. június 5.      |            |
| I. Amr                                              | emír: 879–901, †902. április 20. |            |
| I. Táhir (*883)                                     | emír: 901–908, †?                |            |
| Lajt                                                | emír: 908–910, †928              |            |
| Mohammed                                            | emír: 910 – †911                 |            |
| Al-Mu'addal                                         | emír: 911-ben                    |            |
| II. Amr (*902/903)                                  | emír: 912–913, †?                |            |
| Számánida megszállás (913–922)                      |                                  |            |
| Ahmed (*906. június 21.)                            | emír: 922 – †963. március 31.    |            |
| I. Khalaf (*937 novembere)                          | emír: 963–1002, †1009 márciusa   |            |
| 1002-ben a terület a Gaznavida Birodalom része lett |                                  |            |

## Számánidák(819–1005)
| Uralkodó                                             | Uralkodott                   | Megjegyzés |
| ---------------------------------------------------- | ---------------------------- | ---------- |
| Ahmed                                                | emír: 819 – †864             |            |
| I. Naszr                                             | emír: 864 – †892 augusztusa  |            |
| I. Iszmáíl (*849)                                    | emír: 892 – †907 novembere   |            |
| II. Ahmed                                            | emír: 907 – †914. január 12. |            |
| II. Naszr                                            | emír: 914 – †943             |            |
| I. Núh                                               | emír: 943 – †954             |            |
| I. Abd al-Malik                                      | emír: 954 – †961 vége        |            |
| I. Manszúr                                           | emír: 961 – †976 nyara       |            |
| II. Núh                                              | emír: 976 – †997             |            |
| II. Manszúr                                          | emír: 997–999, †?            |            |
| II. Abd al-Malik                                     | emír: 999 – †999             |            |
| Győzelmes Iszmáíl                                    | emír: 999 – †1005            |            |
| 1005-ben a terület a Karahánida Birodalom része lett |                              |            |

## Gaznavidák(963–1187)
| Uralkodó                                          | Uralkodott                                 | Megjegyzés |
| ------------------------------------------------- | ------------------------------------------ | ---------- |
| Alptigin                                          | király: 961 – †963                         |            |
| Izsák                                             | szultán (?): 963 – †977                    |            |
| Szubuktigin (*942)                                | szultán: 977 – †997 augusztusa             |            |
| Iszmáíl                                           | szultán: 997 – †998 márciusa               |            |
| Mahmúd (*971. november 2.)                        | szultán: 998 – †1030. április 30.          |            |
| Muhammad (*997)                                   | szultán: 1030–1031, ld. alább              |            |
| I. Maszúd (*998)                                  | szultán: 1031 – †1041. január 17.          |            |
| Muhammad (2x)                                     | szultán: 1041-ben – †1041. április 8.      |            |
| Maudúd (*1011 k.)                                 | szultán: 1041 – †1049. december 18.        |            |
| II. Maszúd                                        | szultán: 1049-ben – †1049. december 29.    |            |
| Ali                                               | szultán: 1050-ben                          |            |
| Abd al-Rasíd (*1024)                              | szultán: 1050 – †1052                      |            |
| Tugril                                            | szultán: 1052-ben                          |            |
| Farruhzád (*1025 k.)                              | szultán: 1052 – †1059. április 4.          |            |
| Ibráhím (*1032 k.)                                | szultán: 1059 – †1099. augusztus 25.       |            |
| III. Maszúd (*1061 k.)                            | szultán: 1099 – †1115 februárja/márciusa   |            |
| Sírzád                                            | szultán: 1115 – †1116                      |            |
| Arszlán Sáh (*1091 k.)                            | szultán: 1116 – †1118 szeptembere/októbere |            |
| Bahrám Sáh (*1084)                                | szultán: 1118 – †1157 eleje                |            |
| Huszrau Sáh                                       | szultán: 1157 – †1160                      |            |
| Huszrau Malik                                     | szultán: 1160–1186, †1191                  |            |
| 1186 után az állam beolvadt a Gúridák birodalmába |                                            |            |

## Zijáridák(928–1043)
| Uralkodó                                                | Uralkodott         | Megjegyzés |
| ------------------------------------------------------- | ------------------ | ---------- |
| Mardávidzs (*890 k.)                                    | emír: 928 – †934   |            |
| Vusmgír Zijár                                           | emír: 934 – †967   |            |
| Záhir ad-Daula Bíszutún                                 | emír: 967 – †976   |            |
| Samsz al-Maálí Abú l-Haszan Kábúsz Vusmgír              | emír: 976 – †1012  |            |
| Falak al-Maálí Manúcsihr Kábúsz                         | emír: 1012 – †1031 |            |
| Saraf al-Maálí Anúsírván Manúcsihr                      | emír: 1031 – †1043 |            |
| 1043 után az állam beolvadt a Nagyszeldzsuk Birodalomba |                    |            |

## Buvajhidákvagy Bújidák (934–1055)
| Uralkodó                                                         | Uralkodott                           | Megjegyzés |
| ---------------------------------------------------------------- | ------------------------------------ | ---------- |
| Imád ad-Daula (*894/895)                                         | emír: 934 – †949. november 11.       |            |
| Adud ad-Daula (*936. szeptember 24.)                             | emír: 949 – †983. március 26.        |            |
| Saraf ad-Daula (*962/963)                                        | emír: 983 – †989. szeptember 6.      |            |
| Szamszám ad-Daula (*964)                                         | emír: 989 – †998 novembere/decembere |            |
| Bahá ad-Daula (*970 k.)                                          | emír: 998 – †1012. december 22.      |            |
| Szultán ad-Daula (*993)                                          | emír: 1012 – †1024 decembere         |            |
| Abu Kálídzsár Marzbán (*1010 k.)                                 | emír: 1024 – †1048 októbere          |            |
| Abu Manszúr Púlád Szutún (*1010 k.)                              | emír: 1048 – †1062                   |            |
| Ezek után a Bújidák országa beolvadt a Nagyszeldzsuk Birodalomba |                                      |            |

## Ilhánok(1261–1343)
| Uralkodó                                              | Uralkodott                                     | Megjegyzés                              |
| ----------------------------------------------------- | ---------------------------------------------- | --------------------------------------- |
| Hülegü kán (*1217)                                    | ilhán: 1261 – †1265. február 8.                |                                         |
| Abáká kán (*1234 februárja)                           | ilhán: 1265. június 19. – †1282. április 1.    |                                         |
| Ahmad Tegüder (*1247)                                 | ilhán: 1282. június 21. – †1284. augusztus 10. |                                         |
| Argún kán (*1258)                                     | ilhán: 1284. augusztus 11. – †1291. március 7. |                                         |
| Gajhátú kán (*1271)                                   | ilhán: 1291. július 23. – †1295. március 24.   |                                         |
| Bájdú kán (*1256)                                     | ilhán: 1295 – †1295. október 5.                |                                         |
| (Mahmúd) Gázán (*1271. november 5.)                   | ilhán: 1295. november 3. – †1304. május 11.    |                                         |
| Öldzsejtü (Mohamed) (*1282. március 24.)              | ilhán: 1304. július 19. – †1316. december 16.  |                                         |
| Abu Szaid (*1305. június 2.)                          | ilhán: 1316 – †1335. december 1.               |                                         |
| Árpa Ke'ün                                            | ilhán: 1335 – †1336. május 15.                 |                                         |
| Múszá                                                 | ilhán: 1336 – †1337                            |                                         |
| Mohamed                                               | ilhán: 1336 – †1338 júliusa                    |                                         |
| Szati bég Hatun                                       | ilhán: 1338–1339, †1345 u.                     | Öldzsejtü leánya és Árpa Ke'ün felesége |
| Dzsahán Temür                                         | ilhán: 1339 – †1340                            |                                         |
| Abu Szaid                                             | ilhán: 1339 – †1343                            |                                         |
| 1343 után az Ilhán állam részfejedelemségekre oszlik. |                                                |                                         |

## Kis fejedelemségek az Ilhánok után

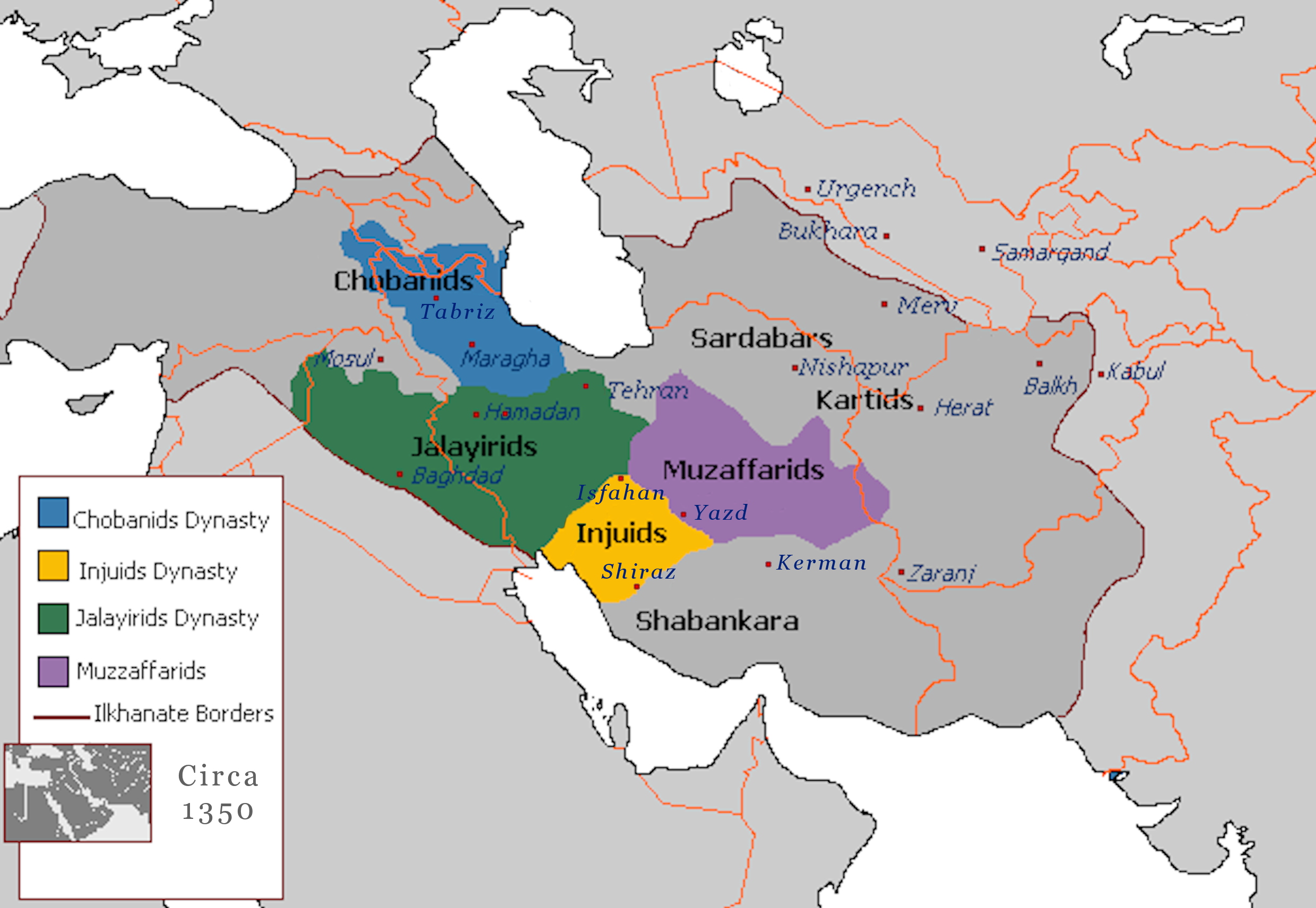

### Csobanidák(1319–1357)
| Uralkodó                                                  | Uralkodott                         | Megjegyzés |
| --------------------------------------------------------- | ---------------------------------- | ---------- |
| Csupán (*1280)                                            | király: 1319 – †1327 novembere     |            |
| Timurtas                                                  | király: 1327 – †1328 augusztusa    |            |
| Haszan Kucsak (*1319)                                     | király: 1328 – †1343. december 15. |            |
| Malek Asraf (*1330)                                       | király: 1343 – †1357               |            |
| 1357 után az állam beolvadt a Dzsalajiridák szultánságába |                                    |            |

### Dzsalajiridák(1336–1432)
| Uralkodó                                                   | Uralkodott                        | Megjegyzés |
| ---------------------------------------------------------- | --------------------------------- | ---------- |
| Shaikh Hasan                                               | szultán: 1336 – †1356             |            |
| Shaikh Awais Jalayir                                       | szultán: 1356 – †1374             |            |
| Shaikh Hasan Jalayir                                       | szultán: 1374 – †1374. október 9. |            |
| Shaikh Hussain Jalayir                                     | szultán: 1374 – †1382 áprilisa    |            |
| Ahmad Jalayir                                              | szultán: 1382 – †1410             |            |
| Shah Walad Jalayir                                         | szultán: 1410 – †1411             |            |
| Mahmud bin Shah Walad Jalayir                              | szultán: 1411-ben, ld. később     |            |
| Awais bin Shah Walad Jalayir                               | szultán: 1411 – †1421             |            |
| Muhammad bin Shah Walad Jalayir                            | szultán: 1421 – †1421             |            |
| Mahmud bin Shah Walad Jalayir (2x)                         | szultán: 1421 – †1425             |            |
| Hussain bin Ala-ud-Daulah bin Sultan Ahmed Jalayir         | szultán: 1425 – †1432             |            |
| 1432 után az állam beolvadt a Karakojunlu törzsszövetségbe |                                   |            |

### Mozaffaridák(1314–1393)
| Uralkodó                                           | Uralkodott                    | Megjegyzés                |
| -------------------------------------------------- | ----------------------------- | ------------------------- |
| Mubariz al-Din Muhammad (*1301)                    | sah: 1314 – †1358             |                           |
| Shah Shoja Mozaffari (*1333. március 10.)          | sah: 1358 – 1364, ld. alább   |                           |
| Shah Mahmud                                        | sah: 1364 – †1366             |                           |
| Shah Shoja Mozaffari (2x)                          | sah: 1364 – †1384. október 9. |                           |
| Zain al-Abidin                                     | sah: 1384 – †1387             |                           |
| Shah Yahya                                         | sah: 1387 – †1391             | Csak Sirázban uralkodik.  |
| Sultan Ahmad                                       | sah: 1387 – †1391             | Társuralkodó Kermánban.   |
| Sultan Abu Ishaq                                   | sah: 1387 – †1391             | Társuralkodó Szirajánban. |
| Shah Mansur                                        | sah: 1391 – †1393             |                           |
| 1393 után az állam beolvadt a Timurida Birodalomba |                               |                           |

### Indzsuidák(1304–1357)
| Uralkodó                                             | Uralkodott           | Megjegyzés |
| ---------------------------------------------------- | -------------------- | ---------- |
| Sharaf al-Din Mahmud Shah                            | király: 1304 – †1325 |            |
| Amir Ghiyas al-Din Kai-Khusrau                       | király: 1336 – †1338 |            |
| Amir Jalal al-Din Mas'ud Shah                        | király: 1338 – †1342 |            |
| Shams al-Din Muhammad                                | király: 1339 – †1339 |            |
| Shaikh Jamal al-Din Abu Ishaq                        | király: 1343 – †1357 |            |
| 1357 után az állam beolvadt a Mozaffaridák sahságába |                      |            |

### Kartidák(1244–1381)
| Uralkodó                                           | Uralkodott           | Megjegyzés |
| -------------------------------------------------- | -------------------- | ---------- |
| Malik Rukn-uddin Abu Bakr                          | király: ? – †1245    |            |
| Shams-uddin Muhammad Kurt                          | király: 1245 – †1278 |            |
| Rukn-uddin ibn Sham-suddin Muhammad                | király: 1277 – †1295 |            |
| Fakhr-uddin ibn Rukn-uddin                         | király: 1295 – †1308 |            |
| Ghiyath-uddin ibn Rukn-uddin                       | király: 1308 – †1329 |            |
| Shams-uddin Muhammad ibn Ghiyath-uddin             | király: 1329 – †1330 |            |
| Hafiz ibn Ghiyath-uddin                            | király: 1330 – †1332 |            |
| Mu'izz-uddin Husayn ibn Ghiyath-uddin              | király: 1332 – †1370 |            |
| Ghiyas-uddin Pir 'Ali                              | király: 1370 – †1389 |            |
| 1389 után az állam beolvadt a Timurida Birodalomba |                      |            |

### Szarbadárok(1337–1381)
| Uralkodó                                           | Uralkodott                       | Megjegyzés |
| -------------------------------------------------- | -------------------------------- | ---------- |
| Abd al-Razzaq ibn Fazlullah                        | király: 1332 – †1338             |            |
| Wajih ad-Din Mas'ud                                | király: 1338 – 1343, †1344       |            |
| Muhammad Aytimur                                   | király: 1343 – †1346 szeptembere |            |
| Kulū Isfandiyār                                    | király: 1346 – 1347, †1361       |            |
| Lutf Allah                                         | király: 1347 – 138, ld. alább    |            |
| Khwaja Shams al-Din 'Ali                           | király: 1348 – †1353             |            |
| Yahya Karawi                                       | király: 1353 – †1356             |            |
| Zahir al-Din Karawi                                | király: 1356 – †1359             |            |
| Haidar Qassāb                                      | király: 1359 – †1360             |            |
| Lutf Allah (2x)                                    | király: 1360 – †1361             |            |
| Hasan al-Damghani                                  | király: 1361 – †1364             |            |
| Khwaja 'Ali-yi Mu'ayyad ibn Masud                  | király: 1364 – 1376, ld. alább   |            |
| Rukn ad-Din                                        | király: 1376 – †1379             |            |
| Khwaja 'Ali-yi Mu'ayyad ibn Masud (2x)             | király: 1379 – †1386             |            |
| 1386 után az állam beolvadt a Timurida Birodalomba |                                  |            |

## Timuridák(14.–16. század)

### A Timurida Császárság (1370–1449)
Timur Lenk 1369-ben Transzoxánia emírjévé kiáltotta ki magát. 1370-ben Szamarkandban a „nagy emír” címet vette fel, mivel nem volt a Csagatáj-nemzetség tagja, ezért kán nem lehetett. Egy Csagatáj-nembéli árnyékkánt ültetett trónra, akinek nevében kormányzott, és a mongol birodalom újjáélesztőjévé kiáltotta ki magát. Fiai később már nem éltek a csagatáji legitimációval, de nem is a káni, hanem a szultáni címet vették fel.
| Uralkodó                                            | Uralkodott                         | Megjegyzés |
| --------------------------------------------------- | ---------------------------------- | ---------- |
| Timur Lenk (Tamerlán) (*1336. április 6.)           | emír: 1370 – †1405. február 18.    |            |
| Pír Muhammad (*1374)                                | szultán: 1405 – †1407. február 22. |            |
| Sáhruh (*1377. augusztus 20.)                       | szultán: 1405 – †1447. március 12. |            |
| Ulug bég (*1394. március 22.)                       | szultán: 1447 – †1449. október 27. |            |
| 1449 után már végképp nem volt egységes a birodalom |                                    |            |

### Herat uralkodói (1405–1507)
| Uralkodó                          | Uralkodott                               | Megjegyzés        |
| --------------------------------- | ---------------------------------------- | ----------------- |
| Sáhruh (*1377. augusztus 20.)     | szultán: 1405 – †1447. március 12.       | Timurida császár. |
| Szultán Mohammed                  | szultán: 1447 – †1451                    |                   |
| Bábur Mirza (*1422)               | szultán: 1451 – †1457. március 22.       |                   |
| Sáh Mahmud (*1446)                | szultán: 1457-ben, †1459 októbere        |                   |
| Ibrahim Mirza                     | szultán: 1457 – †1459. augusztus 6.      |                   |
| Abú-Szaid (*1424)                 | fejedelem: 1459 – †1469. február 11.     |                   |
| Huszain Bajquarat (*1438 júniusa) | szultán: 1469-ben, ld. alább             |                   |
| Jadigár Mohammed                  | szultán: 1469 – †1470                    |                   |
| Huszain Bajquarat (2x)            | szultán: 1470 – †1506. május 4.          |                   |
| Badi al-Zámán (*1469)             | szultán: 1506–1507, †1515. augusztus 12. |                   |
| Muzaffár Husszain                 | szultán: 1507-ben, †1508 k.              |                   |

### Szamarkand uralkodói (1405–1500)
| Uralkodó                        | Uralkodott                               | Megjegyzés             |
| ------------------------------- | ---------------------------------------- | ---------------------- |
| Khalil Szultán (*1384)          | szultán: 1405–1409, †1411. november 4.   |                        |
| Ulug bég (*1394. március 22.)   | szultán: 1409 – †1449. október 27.       | Timurida császár.      |
| Abd al-Latíf (*1420)            | szultán: 1449 – †1450. május 9.          |                        |
| Abd Alláh (*1433. március 19.)  | szultán: 1449 – †1451. június 22.        |                        |
| Abú Szaíd (*1424)               | szultán: 1451 – †1469. február 11.       | Heratban is uralkodik. |
| Szultán Ahmad (*1451)           | szultán: 1469 – †1494 júliusa            |                        |
| Szultán Bajszunkur (*1477/1478) | szultán: 1494–1497, †1499. augusztus 17. |                        |

## Szafavidák(1502–1736)
| Portré | Uralkodó                                                    | Uralkodott | Megjegyzés |
| ------ | ----------------------------------------------------------- | ---------- | ---------- |
|        | I. Iszmáíl * 1487. július 17. † 1524. május 22.             | 1502–1524  |            |
|        | I. Tahmászp * 1514. február 22. † 1576. augusztus 22.       | 1524–1576  |            |
|        | II. Iszmáíl * 1537. május 28. † 1577. november 24.          | 1576–1577  |            |
|        | Szultán Muhammad Hudábanda * 1531 † 1595. július 21.        | 1577–1587  |            |
|        | I. (Nagy) Abbász * 1571. január 27. † 1629. január 19.      | 1587–1629  |            |
|        | I. Szafi * 1611 † 1642. május 12.                           | 1629–1642  |            |
|        | II. Abbász * 1632. december 31. † 1666. október 26.         | 1642–1666  |            |
|        | I. Szulajmán más néven II. Szafi * 1647 † 1694. április 28. | 1666–1694  |            |
|        | Szultán Huszajn * 1668 októbere † 1726 novembere            | 1694–1722  |            |
|        | II. Tamászp * 1704 † 1740. február 11.                      | 1722–1731  |            |
|        | III. Abbász * 1732 januárja † 1740 februárja                | 1732–1736  |            |

## Afsáridák(1736–1749)
| Portré | Uralkodó                                     | Uralkodott                          | Megjegyzés                                |
| ------ | -------------------------------------------- | ----------------------------------- | ----------------------------------------- |
|        | Nádir * 1688. október 22. † 1747. június 19. | 1736–1747 január. 22. június. 19.   |                                           |
|        | Ádil * 1719 † 1749. május 20.                | 1747–1748 VI. 19. VII. 29.          |                                           |
|        | Ibrahim * 1724 † 1749 májusa                 | 1748 július. 29. szeptember. 3.     |                                           |
|        | Sáhruh * 1734. március 21. † 1796 májusa     | 1748–1749 október. 1. december. 18. | Bizonyos területeken haláláig uralkodott. |

## Zand-dinasztia(1750–1794)
Csak alkirályok (vakil).
A dátumokhoz lásd: .
| Portré | Uralkodó                                 | Uralkodott                            | Megjegyzés |
| ------ | ---------------------------------------- | ------------------------------------- | ---------- |
|        | Mohammed Karím * 1707 † 1779. március 6. | 1750–1779 január. március. 6.         |            |
|        | Mohammed Alí * 1755 † 1787               | 1779 március. 6. június. 19.          |            |
|        | Abú l-Fath * 1760 † 1787                 | 1779 március. 6. augusztus. 22.       |            |
|        | Szádik * ? † 1782                        | 1779–1781 augusztus. 22. március. 14. |            |
|        | Alí Murád * ? † 1785. február 11.        | 1781–1785 március. 14. február. 11.   |            |
|        | Dzsaafar * ? † 1789. január 23.          | 1785–1789 II. 18. I. 23.              |            |
|        | Szajed Murád * ? † 1789. május 10.       | 1789 január. 23. május. 10.           |            |
|        | Luft-Alí * 1769 † 1794. március 20.      | 1789–1794 január. 23. március. 20.    |            |

## Kádzsár-dinasztia(1796–1925)
| Portré | Uralkodó                                              | Uralkodott                            | Megjegyzés |
| ------ | ----------------------------------------------------- | ------------------------------------- | ---------- |
|        | Aga Mohamed * 1742. március 14. † 1797. június 17.    | 1794–1797 március. 20. június. 17.    |            |
|        | Fath-Ali * 1772. szeptember 5. † 1834. október 23.    | 1797–1834 június. 17. október. 23.    |            |
|        | Mohamed * 1808. január 5. † 1848. szeptember 5.       | 1834–1848 október. 23. szeptember. 5. |            |
|        | Nászer ad-Din * 1831. július 16. † 1896. május 1.     | 1848–1896 X. 5. V. 1.                 |            |
|        | Mozaffar ad-Din * 1853. március 23. † 1907. január 3. | 1896–1907 május. 1. január. 3.        |            |
|        | Mohammad Ali * 1872. június 21. † 1925. április 9.    | 1907–1909 I. 3. VII. 16.              |            |
|        | Ahmad * 1898. január 21. † 1930. február 21.          | 1909–1925 <július. 16. december. 15.  |            |

## Pahlavi-dinasztia(1925–1979)
| Portré | Uralkodó                                                     | Uralkodott                              | Megjegyzés |
| ------ | ------------------------------------------------------------ | --------------------------------------- | ---------- |
|        | Reza Pahlavi * 1878. március 15. † 1944. július 26.          | 1926–1941 december. 15. szeptember. 16. |            |
|        | Mohammad Reza Pahlavi * 1919. október 26. † 1980. július 27. | 1941–1979 szeptember. 16. február. 11.  |            |